# Àcid 1-naftalenacètic
L'àcid naftalenacètic o àcid 1-naftalenacètic (en anglès:1-Naphthaleneacetic acid (NAA)) és un compost orgànic amb la fórmula química C10H₇CH₂CO₂H. És un sòlid incolor soluble en solvents orgànics. Porta un grup funcional carboxilmetil (CH₂CO₂H) enllaçat a la "posició 1" del naftalè.

## Ús
El NAA és una fitohormona sintètica dins la família de l'auxina i és un ingredient en molts productes comercials per a fer arrelar els esqueixos de les plantes. També es fa servir en el cultiu dels teixits vegetals.
L'hormona NAA no es presenta en la natura. És molt usada i amb diverses intencionalitats en agricultura i és considerada com només lleugerament tòxica però a altres concentracions pot resultar tòxica pels animals.
En rates de laboratori via oral resulta mortal a la dosi de 1000–5900 mg/kg. El NAA pot prevenir la caiguda prematura dels fruits de les plantes agrícoles però pot tenir efectes contraproduents. S'ha fet servir en diversos cultius incloent les pomers, les oliveres, tarongers i patateres. La concentració adequada a aplicar es troba entre 20-100 ug/mL.
En la micropropagació de plantes es fa servir el NAA per induir la formació de les arrels.